# 강원기
강원기(1985년~)는 대한민국의 게임 개발자이다. 메이플스토리의 제7대 디렉터를 맡았으며 현재 메이플본부 본부장이다.

## 생애
대구과학고등학교를 조기졸업했으며 KAIST에 입학해 산업시스템공학 학사 학위를 취득했다.
2006년에 넥슨에 개발자로 입사했다. 이후 메이플스토리의 컨텐츠개발팀장을 맡았으며 아란과 에반의 개발에 기여했다.
2010년 8월 넥슨을 퇴사하고 스타트업 기업으로 이직했으나 2013년에 넥슨에 복직했다.
2015년 10월, 황선영의 뒤를 이어 제7대 메이플스토리 디렉터 자리에 올랐다. 2016년, 5차 전직 시스템을 공개하면서 화제를 모았으며 NOVA, ARK와 같은 이벤트를 진행하였다. 2018년 6월에는 검은 마법사 업데이트를 통해 검은 마법사와 관련된 게임의 스토리를 완결지었으며 게임을 전국 PC방 순위 3위로 올리는 흥행 성과를 보였다.
2021년 2월, 메이플스토리에 확률 논란이 발생하였으며 이에 대한 사과문을 작성했다. 하지만 시간이 지날수록 확률 논란이 커지자 3월 1일에 2차 사과문을 게시하면서 아이템 확률을 공개하는 결정을 내렸다. 이에도 논란이 깊어지자 4월 11일에 유저들과의 간담회를 개최했으며 유저들과의 약속을 지킬 것을 선언했다.
2022년 6월, 이그니션 업데이트를 공개했으며 이를 통해 시그너스 기사단의 리마스터가 이루어졌음을 발표했다. 이그니션 업데이트를 통해서 6월 30일 기준 메이플스토리의 PC방 순위는 3위를 기록하면서 부활에 성공했다는 평을 받았다. 또한 이런 과정에서 직접 라이브 방송을 켜서 유저들과 소통을 하려는 모습이 화제가 되기도 했다.
2023년 6월, 잠실핸드볼경기장에서 여름 쇼케이스를 통해 6차전직을 공개했다. 6차 전직 발표 이후 메이플스토리는 새로운 전성기를 누리게 되었다는 평을 받았으며 6월 27일에는 PC방 점유율 12.54%를 기록하면서 역대 최고 기록을 경신하기도 했다.
2023년 7월, 메이플스토리의 디렉터직과 메이플스토리 월드의 디렉터직을 겸임하는 것이 발표되었다. 2023년 8월 후임인 김창섭에게 메이플스토리 디렉터직을 넘겼으며 메이플스토리 IP 총괄 디렉터로 영전했다.
2025년 1월, 메이플본부의 본부장으로 승진했다.